# أندريه باور
أندريه باور (بالألمانية: André Bauer) (و. 1968 – م) هو ممثل، وممثل مسرحي، من ألمانيا، ولد في غرليتز.

## وصلات خارجية
- أندريه باور على موقع IMDb (الإنجليزية)